# Gran grupo de cuásares
Un gran grupo de cuásares (large quasar group - LQG) es un conjunto de cuásares (una forma de agujeros negros supermasivos en los núcleos galácticos) que forman lo que se cree que constituyen las mayores estructuras astronómicas del universo conocido. También se cree que los LQG son precursores de láminas, paredes y filamentos de las galaxias que se encuentran en el universo relativamente cercano.

## LQG prominentes
El 11 de enero de 2013, fue anunciado el descubrimiento del Huge-LQG por la University of Central Lancashire, como la estructura más grande conocida en el universo. Comprende 74 cuásares abarcando un diámetro mínimo de 1.400 millones de años luz, y más de 4.000 millones de años luz en su punto más ancho. Según el investigador y autor, Roger Clowes, la existencia de estructuras con tamaño de los LQG se creía teóricamente imposible. Se creía que las estructuras cosmológicas tenían un límite de tamaño de aproximadamente 1.200 millones de años luz.

## Otras lecturas
- R. G. Clowes; "Large Quasar Groups - A Short Review"; 'The New Era of Wide Field Astronomy', ASP Conference Series, Vol. 232.; 2001; Astronomical Society of the Pacific; ISBN 1-58381-065-X ; Bibcode: 2001ASPC..232..108C

- Datos: Q2945326